# 紺野邦武
紺野邦武(こんの くにたけ、1943年（昭和18年）3月12日 - ）は日本の銀行家。福島銀行頭取、会長を歴任した。

## 来歴・人物
2002年、松本紀社長ら経営陣が金融庁から早期是正命令の発動を受けたことや、3期連続の赤字と無配に陥った為、前年副社長に就任した紺野を除く、全取締役が引責辞任したことを受け社長に昇格した。
2012年、在任10年となり若返りを図るため会長に勇退し、2015年には会長を退いた。

## 略歴
- 1965年（昭和40年） - 慶應義塾大学経済学部卒業後、日本銀行入行。
  - 以降、考査局調査役、営業局調査役、神戸支店次長、秋田支店長、検査役、福岡支店長等を歴任する。
- 2000年（平成12年） - 大阪銀行協会専務理事。
- 2001年（平成13年） - 福島銀行入行。副社長。
- 2002年（平成14年） - 代表取締役社長。
- 2012年（平成24年） - 取締役会長。
- 2015年（平成27年） - 会長退任。